# Хриплы
Хри́плы — деревня в Фировском районе Тверской области. Относится к Фировскому сельскому поселению. Расположена в полукилометре от берега озера Серемо, в 21 километре (по прямой) к западу от районного центра Фирово.
Население по переписи 2002 года — 24 человека, 7 мужчин, 17 женщин. В это время деревня относилась к Ходуновскому сельскому округу.

## История
По данным на 1909 год деревня Хриплы относилась к Жабенской волости Валдайского уезда Новгородской губернии и имела 204 жителя при 104 дворах.

## Достопримечательности
- Волок и канал-копанка начала XVIII века на главном Европейском Водоразделе
- Кирпичные жилые дома XIX в.

## Известные люди
- В деревне родился Василий Георгиевич Захаров, доктор экономических наук, профессор, министр культуры СССР (1986—1989).